# Fédération nationale ovine
La Fédération nationale ovine, ou FNO, est une des associations spécialisées de la FNSEA, créée en 1946 pour assurer la représentation des éleveurs de moutons français sur les différents sujets touchant à leurs activités (PAC, réglementation, sujets techniques).

## Site officiel
Site officiel